# 칼 워렌
칼 워렌(Karle Warren, 1992년 2월 8일 ~ )은 미국의 배우, 텔레비전 배우, 영화배우이다.
살리나스에서 태어났다.

## 영화
- 크레이지 온더 아웃사이드 (2010년)
- 릴로 & 스티치 (2002년)
- 저징 에이미 (1999년)